# 布萊德·傑克森
布萊德·傑克森（Brandon T. Jackson，1984年3月7日—）是一個美國喜劇演員，底特律出生，雙親都是神職人員。中學畢業後，他移居洛杉磯追夢，開始時在Laugh Factory表演棟篤笑，至2006年於電影《Roll Bounce》有一角色，並為他在非裔頒獎禮Black Reel Awards中奪得突破性表現獎。

## 電影作品
| 年份   | 片名                      | 角色                   | 备注 |
| 2013年 | 《波西傑克森：妖魔之海》  | 格羅佛·安德伍德        |      |
| 2012年 | 《雷帝錯上身》            | 艾倫                   |      |
| 2011年 | 《絕地奶霸3：唬父無犬子》 | 川特皮爾斯／莎美皮爾斯 |      |
| 2010年 | 《波西傑克森：神火之賊》  | 格羅佛·安德伍德        |      |
| 2009年 | 狂野極速4                 | 艾力                   |      |
| 2008年 | 地球停轉日                | 未知                   | 客串 |
| 2008年 | 雷霆喪星                  | 士兵                   |      |
| 2002年 | 八里公路                  | 俱樂部人員             | 客串 |

## 外部連結
- Brandon T. Jackson在互联网电影资料库（IMDb）上的資料（英文）